# سيل الوعي (أدب)

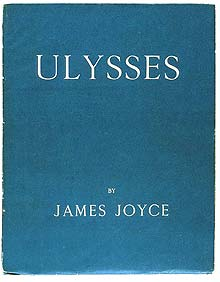

يطلق مصطلح تيار الوعي أو تداعي الذاكرة سيل الوعي في النقد الأدبي على التقنية الأدبية التي تسعى لإظهار وجهة نظر الشخص من خلال صياغة تسلسل الأفكار بصيغة كتابية، وهذه الأفكار إما أن تكون محادثة داخلية غير مترابطة، أو تكون متعلقة بأفعال وتصرفات الشخص، ويفوق في أهميته تيار السرد النظامي للعالم الخارجي وما فيه والذي كان يطبع الأسلوب التقليدي.
وهو معروف أيضا باسم المونولوج الداخلي وهو طريقة لتصوير الأفكار والمشاعر المتدفقة التي تمر في العقل، وقد صيغ هذا المصطلح من قبل وليام جيمس في عام 1890 في كتابه مبادئ علم النفس.

## في الأدب
يعد سيل الوعي نوعًا من كتابة الحوار الداخلي للشخص، لذلك غالبًا ما تكون الجمل مفككة والأفكار غير مترابطة يكون من الصعب معها متابعة النص، أو المشاعر التي تكون متداخلة في النص.
تيار الوعي - ويقصد به الانسياب المتواصل للأفكار داخل الذهن أو جريان الفكر باطنيا وذهنيا ويدخل في إطار هذا التيار الكثير من التغييرات والتقلبات والتدفق والتفاعل بين الماضي والحاضر.
هناك العديد من الأعمال الأدبية التي يدخل فيها سيل الوعي منها:
- ضمير السيد زينو من أعمال إيتالو سفيفو
- الحارس في حقل الشوفان من أعمال جيروم ديفيد سالينجر
- بينما أرقد محتضرة من أعمال ويليام فوكنر
- الإنسان الصرصار من أعمال فيودور دوستويفسكي
- عوليس (رواية) من أعمال جيمس جويس
- اللص والكلاب (رواية) من أعمال نجيب محفوظ (1961)
- رواية جوع من أعمال كنوت همسون (1890)
- أغنية حب جي. ألفرد بروفروك من أعمال ت. س. إليوت (1915)
- السيدة دالواي من أعمال فرجينيا وولف (1925)
- الغريب من أعمال ألبير كامو.
- رامة والتنين رواية إدوار خراط.